# Kolory w Internecie
Autorzy stron internetowych mają do dyspozycji różne metody określania kolorów w sieciowych dokumentach. Barwy mogą być zapisane w formie szesnastkowej (heksadecymalnej; ang. hexadecimal) notacji RGB, a niektóre z nich mogą być zapisane za pomocą ich nazw w języku angielskim. Zwykle do wygenerowania zapisu heksadecymalnego używa się programów graficznych lub specjalnej palety kolorów (ang. color picker).

## Zapis szesnastkowy
Zapis heksadecymalny (ang. hex triplet) składa się z sześciu cyfr szesnastkowych (trzech bajtów). Zgodnie z modelem RGB (ang. red, green, blue) bajty odpowiadają kolejno za barwę czerwoną, zieloną i niebieską. Każdy bajt może przyjąć wartość od 00 (0) do FF (255), co oznacza, odpowiednio, najmniejszą i największą intensywność danej barwy.
Nawet gdy intensywność którejś z barw jest mniejsza niż 16 (co w zapisie szesnastkowym daje jedną cyfrę), zapis ma 6 cyfr. Na przykład jeden z ciemnych odcieni niebieskiego, w którym intensywność czerwonego ma wartość A, zielonego 2, a niebieskiego 66, zapisujemy 0A0266. Skracać zapis można jedynie wtedy, gdy każdy bajt składa się z dwóch takich samych cyfr, np. przykład AABBCC można zapisać jako ABC.
W tym systemie można zapisać 256 ⋅ 256 ⋅ 256 = 16 777 216 różnych kolorów.
Zapis szesnastkowy jest używany w językach HTML i CSS, w formacie grafiki wektorowej SVG oraz w innych aplikacjach.
Konwersja zapisu heksadecymalnego na zapis RGB polega na zapisaniu dziesiętnych wartości kolejnych par cyfr szesnastkowych, np. 0FAB40 = RGB(15, 171, 64).

## Nazwy kolorów w HTML
Specyfikacja języka HTML 4.01 zawiera szesnaście nazwanych kolorów, zawartych w tabeli poniżej.
| Kolor      | Nazwa po angielsku | Zapis szesnastkowy | Kolor     | Nazwa po angielsku | Zapis szesnastkowy |
| ---------- | ------------------ | ------------------ | --------- | ------------------ | ------------------ |
| cyjan      | aqua               | #00FFFF            | granatowy | navy               | #000080            |
| czarny     | black              | #000000            | oliwkowy  | olive              | #808000            |
| niebieski  | blue               | #0000FF            | purpurowy | purple             | #800080            |
| fuksja     | fuchsia            | #FF00FF            | czerwony  | red                | #FF0000            |
| zielony    | green              | #008000            | srebrny   | silver             | #C0C0C0            |
| szary      | grey               | #808080            | morski    | teal               | #008080            |
| limonka    | lime               | #00FF00            | biały     | white              | #FFFFFF            |
| kasztanowy | maroon             | #800000            | żółty     | yellow             | #FFFF00            |

## Nazwy kolorów w systemieX Window
Liczba kolorów jest definiowana przez przeglądarkę internetową. Niektóre przeglądarki mogą nie rozpoznać wszystkich tych kolorów, ale od 2005 wszystkie współczesne przeglądarki z nich korzystają.
| Nazwa HTML                     | Kod szesnastkowy RGB | Kod dziesiętny RGB |
| ------------------------------ | -------------------- | ------------------ |
| Odcienie koloru czerwonego     |                      |                    |
| IndianRed                      | CD 5C 5C             | 205 92 92          |
| LightCoral                     | F0 80 80             | 240 128 128        |
| Salmon                         | FA 80 72             | 250 128 114        |
| DarkSalmon                     | E9 96 7A             | 233 150 122        |
| LightSalmon                    | FF A0 7A             | 255 160 122        |
| Crimson                        | DC 14 3C             | 220 20 60          |
| Red                            | FF 00 00             | 255 0 0            |
| FireBrick                      | B2 22 22             | 178 34 34          |
| DarkRed                        | 8B 00 00             | 139 0 0            |
| Odcienie koloru różowego       |                      |                    |
| Pink                           | FF C0 CB             | 255 192 203        |
| LightPink                      | FF B6 C1             | 255 182 193        |
| HotPink                        | FF 69 B4             | 255 105 180        |
| DeepPink                       | FF 14 93             | 255 20 147         |
| MediumVioletRed                | C7 15 85             | 199 21 133         |
| PaleVioletRed                  | DB 70 93             | 219 112 147        |
| Odcienie koloru pomarańczowego |                      |                    |
| LightSalmon                    | FF A0 7A             | 255 160 122        |
| Coral                          | FF 7F 50             | 255 127 80         |
| Tomato                         | FF 63 47             | 255 99 71          |
| OrangeRed                      | FF 45 00             | 255 69 0           |
| DarkOrange                     | FF 8C 00             | 255 140 0          |
| Orange                         | FF A5 00             | 255 165 0          |
| Odcienie koloru żółtego        |                      |                    |
| Gold                           | FF D7 00             | 255 215 0          |
| Yellow                         | FF FF 00             | 255 255 0          |
| LightYellow                    | FF FF E0             | 255 255 224        |
| LemonChiffon                   | FF FA CD             | 255 250 205        |
| LightGoldenrodYellow           | FA FA D2             | 250 250 210        |
| PapayaWhip                     | FF EF D5             | 255 239 213        |
| Moccasin                       | FF E4 B5             | 255 228 181        |
| PeachPuff                      | FF DA B9             | 255 218 185        |
| PaleGoldenrod                  | EE E8 AA             | 238 232 170        |
| Khaki                          | F0 E6 8C             | 240 230 140        |
| DarkKhaki                      | BD B7 6B             | 189 183 107        |
| Odcienie koloru fioletowego    |                      |                    |
| Lavender                       | E6 E6 FA             | 230 230 250        |
| Thistle                        | D8 BF D8             | 216 191 216        |
| Plum                           | DD A0 DD             | 221 160 221        |
| Violet                         | EE 82 EE             | 238 130 238        |
| Orchid                         | DA 70 D6             | 218 112 214        |
| Fuchsia                        | FF 00 FF             | 255 0 255          |
| Magenta                        | FF 00 FF             | 255 0 255          |
| MediumOrchid                   | BA 55 D3             | 186 85 211         |
| MediumPurple                   | 93 70 DB             | 147 112 219        |
| BlueViolet                     | 8A 2B E2             | 138 43 226         |
| DarkViolet                     | 94 00 D3             | 148 0 211          |
| DarkOrchid                     | 99 32 CC             | 153 50 204         |
| DarkMagenta                    | 8B 00 8B             | 139 0 139          |
| Purple                         | 80 00 80             | 128 0 128          |
| Indigo                         | 4B 00 82             | 75 0 130           |
| SlateBlue                      | 6A 5A CD             | 106 90 205         |
| DarkSlateBlue                  | 48 3D 8B             | 72 61 139          |
| MediumSlateBlue                | 7B 68 EE             | 123 104 238        |

| Nazwa HTML                   | Kod szesnastkowy RGB | Kod dziesiętny RGB |
| ---------------------------- | -------------------- | ------------------ |
| Odcienie koloru zielonego    |                      |                    |
| GreenYellow                  | AD FF 2F             | 173 255 47         |
| Chartreuse                   | 7F FF 00             | 127 255 0          |
| LawnGreen                    | 7C FC 00             | 124 252 0          |
| Lime                         | 00 FF 00             | 0 255 0            |
| LimeGreen                    | 32 CD 32             | 50 205 50          |
| PaleGreen                    | 98 FB 98             | 152 251 152        |
| LightGreen                   | 90 EE 90             | 144 238 144        |
| MediumSpringGreen            | 00 FA 9A             | 0 250 154          |
| SpringGreen                  | 00 FF 7F             | 0 255 127          |
| MediumSeaGreen               | 3C B3 71             | 60 179 113         |
| SeaGreen                     | 2E 8B 57             | 46 139 87          |
| ForestGreen                  | 22 8B 22             | 34 139 34          |
| Green                        | 00 80 00             | 0 128 0            |
| DarkGreen                    | 00 64 00             | 0 100 0            |
| YellowGreen                  | 9A CD 32             | 154 205 50         |
| OliveDrab                    | 6B 8E 23             | 107 142 35         |
| Olive                        | 80 80 00             | 128 128 0          |
| DarkOliveGreen               | 55 6B 2F             | 85 107 47          |
| MediumAquamarine             | 66 CD AA             | 102 205 170        |
| DarkSeaGreen                 | 8F BC 8F             | 143 188 143        |
| LightSeaGreen                | 20 B2 AA             | 32 178 170         |
| DarkCyan                     | 00 8B 8B             | 0 139 139          |
| Teal                         | 00 80 80             | 0 128 128          |
| Odcienie koloru niebieskiego |                      |                    |
| Aqua                         | 00 FF FF             | 0 255 255          |
| Cyan                         | 00 FF FF             | 0 255 255          |
| LightCyan                    | E0 FF FF             | 224 255 255        |
| PaleTurquoise                | AF EE EE             | 175 238 238        |
| Aquamarine                   | 7F FF D4             | 127 255 212        |
| Turquoise                    | 40 E0 D0             | 64 224 208         |
| MediumTurquoise              | 48 D1 CC             | 72 209 204         |
| DarkTurquoise                | 00 CE D1             | 0 206 209          |
| CadetBlue                    | 5F 9E A0             | 95 158 160         |
| SteelBlue                    | 46 82 B4             | 70 130 180         |
| LightSteelBlue               | B0 C4 DE             | 176 196 222        |
| PowderBlue                   | B0 E0 E6             | 176 224 230        |
| LightBlue                    | AD D8 E6             | 173 216 230        |
| SkyBlue                      | 87 CE EB             | 135 206 235        |
| LightSkyBlue                 | 87 CE FA             | 135 206 250        |
| DeepSkyBlue                  | 00 BF FF             | 0 191 255          |
| DodgerBlue                   | 1E 90 FF             | 30 144 255         |
| CornflowerBlue               | 64 95 ED             | 100 149 237        |
| MediumSlateBlue              | 7B 68 EE             | 123 104 238        |
| RoyalBlue                    | 41 69 E1             | 65 105 225         |
| Blue                         | 00 00 FF             | 0 0 255            |
| MediumBlue                   | 00 00 CD             | 0 0 205            |
| DarkBlue                     | 00 00 8B             | 0 0 139            |
| Navy                         | 00 00 80             | 0 0 128            |
| MidnightBlue                 | 19 19 70             | 25 25 112          |

| Nazwa HTML                | Kod szesnastkowy RGB | Kod dziesiętny RGB |
| ------------------------- | -------------------- | ------------------ |
| Odcienie koloru brązowego |                      |                    |
| Cornsilk                  | FF F8 DC             | 255 248 220        |
| BlanchedAlmond            | FF EB CD             | 255 235 205        |
| Bisque                    | FF E4 C4             | 255 228 196        |
| NavajoWhite               | FF DE AD             | 255 222 173        |
| Wheat                     | F5 DE B3             | 245 222 179        |
| BurlyWood                 | DE B8 87             | 222 184 135        |
| Tan                       | D2 B4 8C             | 210 180 140        |
| RosyBrown                 | BC 8F 8F             | 188 143 143        |
| SandyBrown                | F4 A4 60             | 244 164 96         |
| Goldenrod                 | DA A5 20             | 218 165 32         |
| DarkGoldenrod             | B8 86 0B             | 184 134 11         |
| Peru                      | CD 85 3F             | 205 133 63         |
| Chocolate                 | D2 69 1E             | 210 105 30         |
| SaddleBrown               | 8B 45 13             | 139 69 19          |
| Sienna                    | A0 52 2D             | 160 82 45          |
| Brown                     | A5 2A 2A             | 165 42 42          |
| Maroon                    | 80 00 00             | 128 0 0            |
| Odcienie koloru białego   |                      |                    |
| White                     | FF FF FF             | 255 255 255        |
| Snow                      | FF FA FA             | 255 250 250        |
| Honeydew                  | F0 FF F0             | 240 255 240        |
| MintCream                 | F5 FF FA             | 245 255 250        |
| Azure                     | F0 FF FF             | 240 255 255        |
| AliceBlue                 | F0 F8 FF             | 240 248 255        |
| GhostWhite                | F8 F8 FF             | 248 248 255        |
| WhiteSmoke                | F5 F5 F5             | 245 245 245        |
| Seashell                  | FF F5 EE             | 255 245 238        |
| Beige                     | F5 F5 DC             | 245 245 220        |
| OldLace                   | FD F5 E6             | 253 245 230        |
| FloralWhite               | FF FA F0             | 255 250 240        |
| Ivory                     | FF FF F0             | 255 255 240        |
| AntiqueWhite              | FA EB D7             | 250 235 215        |
| Linen                     | FA F0 E6             | 250 240 230        |
| LavenderBlush             | FF F0 F5             | 255 240 245        |
| MistyRose                 | FF E4 E1             | 255 228 225        |
| Odcienie koloru szarego   |                      |                    |
| Gainsboro                 | DC DC DC             | 220 220 220        |
| LightGrey                 | D3 D3 D3             | 211 211 211        |
| Silver                    | C0 C0 C0             | 192 192 192        |
| DarkGray                  | A9 A9 A9             | 169 169 169        |
| Gray                      | 80 80 80             | 128 128 128        |
| DimGray                   | 69 69 69             | 105 105 105        |
| LightSlateGray            | 77 88 99             | 119 136 153        |
| SlateGray                 | 70 80 90             | 112 128 144        |
| DarkSlateGray             | 2F 4F 4F             | 47 79 79           |
| Black                     | 00 00 00             | 0 0 0              |

## Dostępność
- Niektóre przeglądarki internetowe i urządzenia umożliwiające korzystanie z Internetu nie wspierają kolorów;
- Dla niewidomych bądź cierpiących na ślepotę barw użytkowników, witryny opierające się na kolorach (np. zaznaczone na czerwono obowiązkowe pola formularza) mogą być trudne w użyciu, a nawet niedostępne;
- By uniknąć efektu czarne-na-czarnym (np. gdy witryna ma czarne tło i nie ma określonego domyślnego koloru tekstu, a w przeglądarce użytkownika jest on ustawiony na czarny), twórcy witryn internetowych powinni definiować zarówno kolor tła, jak i kolor tekstu;
- W sieci WWW odnośniki tradycyjnie przedstawiane są w kolorze niebieskim. Niektórzy użytkownicy negatywnie reagują na łamanie tego przyzwyczajenia.[potrzebny przypis]

## Bezpieczna paleta 216 kolorów
W czasach, gdy powstały pierwsze graficzne przeglądarki internetowe, większość użytkowników komputerów korzystała z 8-bitowej palety kolorów. Aby zapewnić jednakowe wyświetlanie kolorów na różnych komputerach przy tak ograniczonych możliwościach sprzętowych, opracowano specjalną paletę 216 kolorów, która miała wyglądać na wszystkich komputerach identycznie. Jej szczególną cechą jest to, że każda składowa koloru RGB może przyjąć tylko jedną z sześciu wartości szesnastkowych: 0x00, 0x33, 0x66, 0x99, 0xCC lub 0xFF.
Aktualnie bezpieczna paleta 216 kolorów ma głównie znaczenie historyczne, gdyż komputery bez problemu radzą sobie z wyświetlaniem palet składających się z milionów kolorów. Paletę tę można jednak wciąż spotkać w programach graficznych jako jedną z możliwych do wyboru.